# 格布哈德·路德维希·希姆莱
格布哈德·路德维希·希姆莱（Gebhard Ludwig Himmler，1898年7月29日—1982年6月22日）曾是纳粹德国官员，当过机械工程师，也是党卫队全国领袖海因里希·希姆莱的长兄。

## 生平
在卡珀尔恩附近被英军俘虏。1946年3月初，他被关押在加德兰的埃米尔·科斯特皮革工厂；后又被转移到巴特法灵博斯特尔。1948年，格布哈德被转移到慕尼黑的一座拘留营，继续被关押。
1948年获释后，格布哈德在慕尼黑的霍夫曼大街（Hoffmannstraße）的工厂从事电容器生产工作。前慕尼黑维特尔斯巴赫文理中学校長卡尔·胡德泽克（Karl Hudezeck）给了格布哈德一份去纳粹化证书。格布哈德被一去纳粹化委员会评定为二类人员-拥护者（belastet）。
格布哈德后来在慕尼黑的欧洲-阿富汗文化办公室工作，担任部门主管，兼任工程师、研学顾问，负责为阿富汗学生安排实习工作。他被禁止进入政府部门工作，也无权领取退休金，1959年，格布哈德经上诉赢得了领取退休金的权利。1982年6月22日，格布哈德于慕尼黑逝世，终年83岁。